# Hamataliwa barroana
Hamataliwa barroana là một loài nhện trong họ Oxyopidae.
Loài này thuộc chi Hamataliwa. Hamataliwa barroana được Ralph Vary Chamberlin & Wilton Ivie miêu tả năm 1936.